# Зелёная металлургия
Зеленая металлургия — специальный статус для электрометаллургических предприятий в Украине, на которых распространяется льгота по уплате тарифа на передачу электроэнергии с 1 августа 2020 года до 31 декабря 2029 года.
Льгота предусматривает, что в тариф на передачу электроэнергии для ряда металлургических предприятий не будут включены затраты НЭК «Укрэнерго» на компенсацию по «зеленым» тарифам.

## История введения
Норма о зеленой металлургии внесена в закон Украины «О внесении изменений в некоторые законы Украины относительно усовершенствования условий поддержки производства электрической энергии из альтернативных источников энергии», проголосованный в Верховной Раде 21 июля 2020 года.
Автором поправки стал народный депутат (фракция «Слуга Народа») Дмитрий Кисилевский, который до избрания в парламент работал в трубно-колесной компании «Интерпайп» Виктора Пинчука.
Соответствующую поправку публично поддержал глава комитета ВР по вопросам энергетики и жилищно-коммунальных услуг Андрей Герус.

## Перечень предприятий «зеленой металлургии»
Согласно закону, предприятие «зеленой» электрометаллургии — это юридическое лицо, осуществляющее хозяйственную деятельность по производству стали с соблюдением норм по прямым выбросам диоксида углерода в результате производства стали на уровне не более 250 килограммов на тонну стальной продукции и исключительно электродуговой методом производства.
На льготный тариф претендуют 4 завода: «Днепросталь» («Интерпайп Сталь»), «Электросталь», «Азовэлектросталь» и «Днепроспецсталь».
Прогнозный объем потребления электроэнергии предприятиями «зеленой металлургии» составляет 878 400 МВт.час.
| Название предприятия      | Месячный объем потребления, МВт.час |
| ------------------------- | ----------------------------------- |
| «Днепросталь» (Интерпайп) | 37 800                              |
| «Днепроспецсталь»         | 28 300                              |
| «Электросталь»            | 6 900                               |
| «Азовэлектросталь»        | 200                                 |

## Размер льготы
По оценкам «Запорожского завода ферросплавов», в год предприятия «зеленой металлургии» смогут экономить до 560 млн грн, благодаря льготному тарифу.
В компании «Интерпайп» Виктора Пинчука оценивают, что благодаря льготе тариф на электроэнергию для компании снизится на 5 %.